# Brahmfeld & Gutruf
Brahmfeld & Gutruf ist ein Hamburger Juweliergeschäft, das 1743 von dem Gold- und Silberschmied Hinrich Brahmfeld gegründet wurde. Es gilt somit als das älteste noch bestehende deutsche Juwelierunternehmen.
In der Geschichte des Unternehmens gab es zwischenzeitlich Niederlassungen im In- und Ausland. Geschäfte in Berlin, Wien, Baden-Baden und auf Sylt wurden innerhalb der über 260-jährigen Geschichte unter dem Namen Brahmfeld & Gutruf geführt. Heute ist die Unternehmensadresse der Neue Wall 18 in Hamburg.

## Geschichte

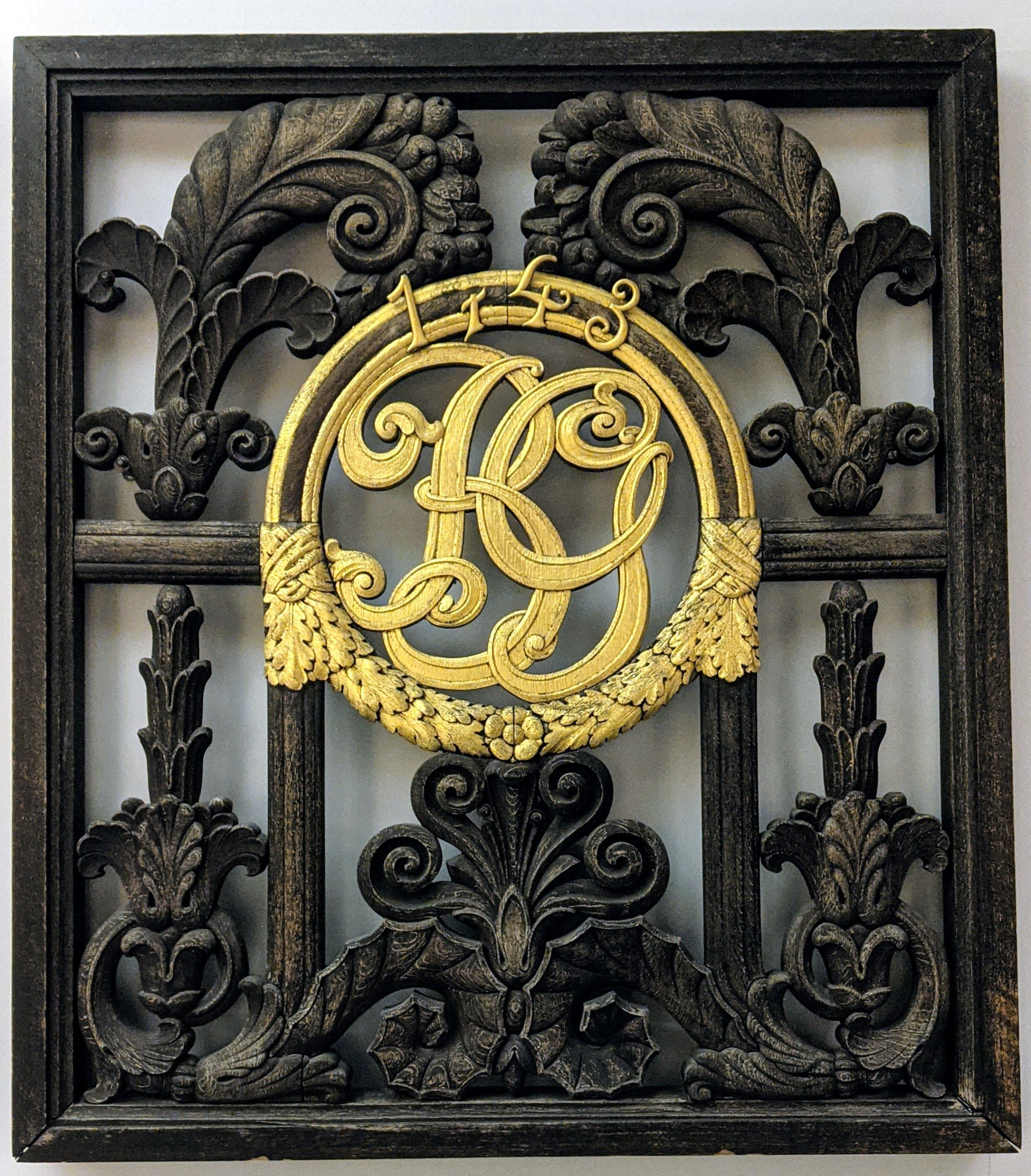
Firmenlogo im Gutruf-Haus, Neuer Wall 10 in Hamburg

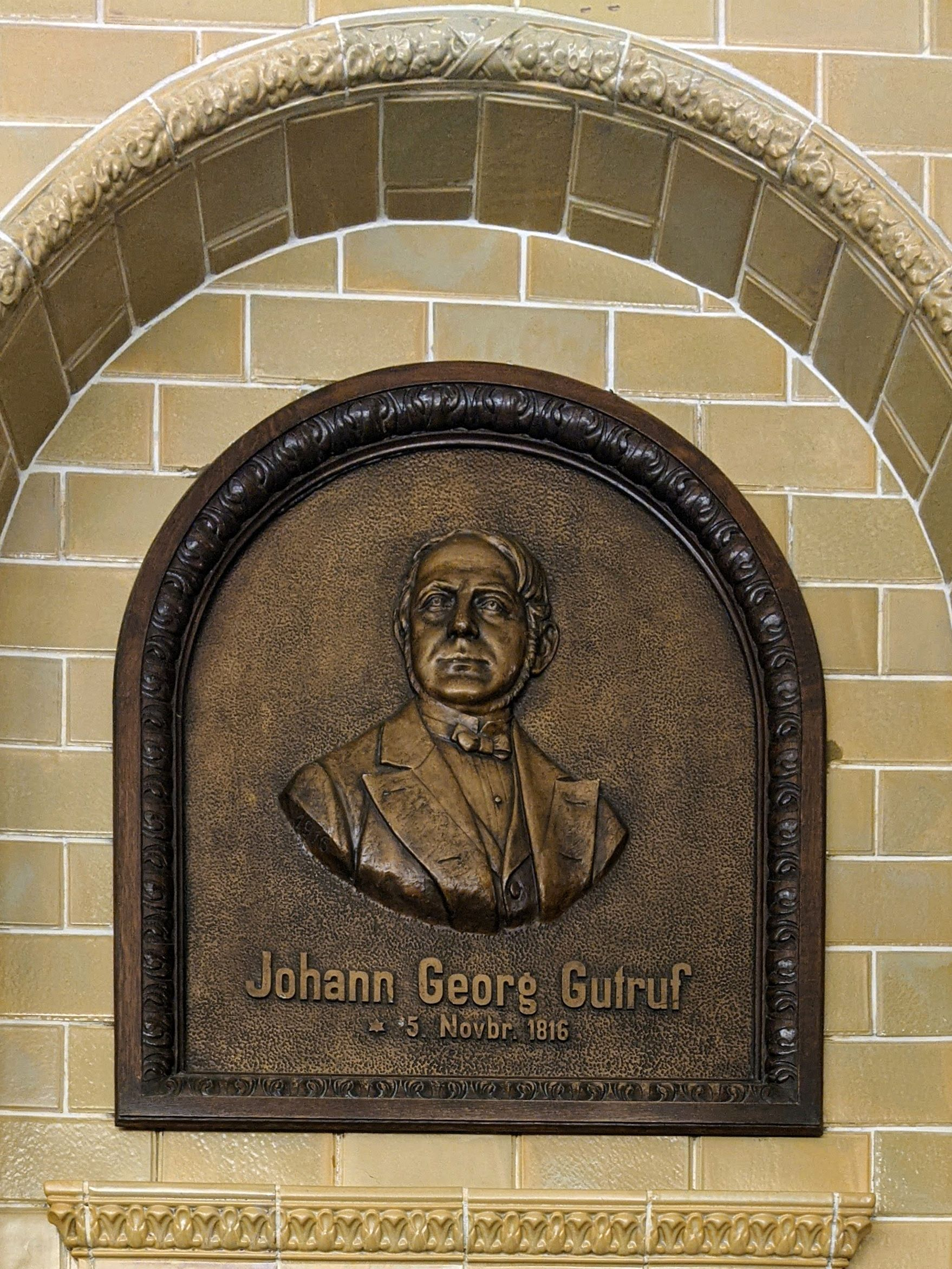
Johann Georg Gutruf im Gutruf-Haus, Neuer Wall 10 in Hamburg

Die Geschichte des Hauses Brahmfeld & Gutruf beginnt bereits im 18. Jahrhundert. Hinrich Brahmfeld (1703–1782) durfte sich als Sohn aus bürgerlichem Hause 1729 selbstständig machen und das privilegierte Amt des Gold- und Silberschmieds kaufen. Dieses war damals ausschließlich „ehrbar ehelich geborenen Bürgern“ vorbehalten. Er legte den Grundstein für das noch heute bestehende Juweliergeschäft – damals in der ABC-Straße 55, nahe dem Gänsemarkt. Dies sollte für die nächsten hundert Jahre der Ort des Schaffens seiner Nachkommen sein. In seiner Schaffenszeit legte er vor allem mit feinen Silberarbeiten für die Hamburger Gesellschaft den Grundstein für das heutige Ansehen des Unternehmens. Zunftgemäß fertigte er sein Meisterstück – eine formschöne Kaffeekanne aus Silber, die heute als Kulturgut im Museum für Hamburgische Geschichte ausgestellt ist. Hinrich Brahmfeld heiratete die Hamburgerin Agnetha Schröder. Aus dieser Ehe gingen neun Kinder hervor. Schon bald zählte Brahmfeld zu den erfolgreichsten Goldschmieden Hamburgs. Seine profanen, wie auch kirchlichen, also sakralen Arbeiten, galten als solide und formschön zugleich. 1769 wurde er zu einem der vier hochangesehenen „Älterleute“ gewählt, deren wichtigste Aufgabe die „Beschau“ war – das Prüfen des Silbergehalts und Stempeln mit dem städtischen Beschauzeichen.
Die deutsche Silberschmiedekunst des 18. Jahrhunderts wurde durch die großzügigen Aufträge der reichen Handelsfamilien gefördert. Der hanseatische Goldschmied Brahmfeld & Gutruf konnte sich aber auch international beweisen. Der Zar in Moskau hörte von dem künstlerischen Geschick des Hanseaten und orderte für die Rüstkammer des Kremls 300 Silberstücke. Weitere besondere Ausstellungsstücke befinden sich heute im Jüdischen Museum Amsterdam von Amsterdam – z. B. der wertvolle silberne Toraschild, der 1765 für die Celler Synagoge vom Hofagenten Georgs III., Isaac Gans, gestiftet wurde. Nicht zuletzt diese internationalen Aufträge deuten auf das konstant hohe Niveau seiner Silberschmiedekunst hin. Hinrich Brahmfeld starb 1782 im Alter von 79 Jahren.
Caspar Jacob Brahmfeld (1747–1814) folgte dem Werdegang seines Vaters Hinrich. Im Jahr 1785 wurde auch er zum Meister ernannt. Er heiratete zwei Jahre später und bekam mit seiner Frau Elisabeth fünf Kinder. Der Tradition verpflichtet, bildete er viele Lehrlinge aus, der letzte war sein eigener Sohn: Johann Friedrich (1790–1852). Dieser übernahm bald das Unternehmen und verschaffte dem Ansehen und dem Namen Brahmfeld weiterhin wachsenden Ruhm. 1832 wurde er zum Deliberations-Mitglied der 1765 gegründeten Patriotischen Gesellschaft ernannt. Eine ehrenhafte Aufgabe, denn die Hamburgische Gesellschaft zur Beförderung der Künste und nützlichen Gewerbe verließ sich gern auf den Rat und die Fachkenntnis ihrer Mitglieder. Das Ansehen Brahmfelds in den gehobenen Kreisen der Stadt ist auch dadurch belegbar, dass Johann Friedrich 1815 vom Hamburger Rat den Auftrag bekam, zwölf schwere Silberleuchter und vier Girandolen in das Amtsgebäude zu liefern. Mit weiteren Aufträgen und Stiftungen entstand nach und nach ein bedeutender Ratssilberschatz.
Auch Johann Friedrich war verheiratet. Allerdings gingen aus seiner Ehe ausschließlich Töchter hervor, weswegen er um die Nachfolge seines florierenden Geschäftes bangte. Zu jener Zeit war es einer Frau nämlich nicht möglich, den Beruf eines Gold- und Silberschmiedes auszuführen. Seine Tochter Emilie Brahmfeld heiratete jedoch den Geschäftsreisenden Johann Georg Gutruf (1816–1884), der dem Juweliergeschäft den Doppelnamen gab und als Teilhaber in die Juwelen, Gold- und Silberwarenhandlung aufgenommen wurde. Johann Georg Gutruf sorgte, wie schon seine Vorfahren, über drei Jahrzehnte für einen hohen Bekanntheitsgrad weit über die Grenzen der Hansestadt hinaus. Der Überlieferung zufolge war er einer der Ersten, der Diamanten aus Südafrika nach Deutschland eingeführt und über die Niederlande weiterverkauft hatte. Dort wurde 1893 die erste Diamantenbörse gegründet.
Der Große Brand, dem 1842 große Teile der Freien und Hansestadt zum Opfer fielen, zerstörte auch Teile des ursprünglichen Geschäftsgebäudes in der ABC-Straße. Daher entschloss sich Gutruf, der zu dem nötigen Wohlstand gekommen war, 1850 zu einem Umzug an den Jungfernstieg, einer renommierten Adresse mit direktem Blick auf die Binnenalster. Dieses Ladenlokal sollte 160 Jahre, bis ins Jahr 2010 hinein, das Stammhaus des Juweliers bleiben.
Auch Emilie und Johann Georg Gutruf hatten keine Söhne. Erneut war es eine Tochter, Antonie, die durch Heirat für den Fortbestand des Familienunternehmens sorgte. Sie vermählte sich 1862 mit Eduard L. Moll. Der erste Sohn aus dieser Ehe, der auf den Namen Eduard Gutruf Moll (1894–1947) getauft wurde, sicherte die weitere Nachfolge. Er heiratete mit 25 Jahren Laetitia Amsinck (1864–1945) und wurde stolzer Vater von vier Kindern.
Als gelernter und ehrgeiziger Kaufmann hatte Eduard Gutruf Moll Ziele, die über das Fertigen von hochwertigen Gold- und Silberwaren hinausgingen. 1913 legte er den Grundstein für eines der bekannten Hamburger Kontorhäuser, dem noch bestehenden „Gutruf-Haus“. Das große Haus, das sich vom Jungfernstieg bis zum Neuen Wall 14 erstreckt, baute er schlicht und einfach an der Stelle, an der der von seinem Großvater erbaute Juweliersladen stand. Schon während der Bauzeit brach der Erste Weltkrieg aus, was aber die Fertigstellung 1915 nicht verhindern konnte. Auch die Bomben des Zweiten Weltkrieges verschonten das Gutruf-Haus. Molls einziger Sohn ist vermisst seit dem Zweiten Weltkrieg. Seine drei Töchter erbten das Gutruf-Haus und gründeten 1970 für die Verwaltung des Hauses eine Gesellschaft bürgerlichen Rechts, die Gutruf-Haus Gesellschaft. Diese Gesellschaft besteht heute noch.
1955 erwarb der Berliner Unternehmer Erich Hülse (1894–1971) das Juwelier-Geschäft von den Erben Molls. Er führte zu dieser Zeit bereits ein erfolgreiches Juweliergeschäft in Berlin und suchte nun nach einer Möglichkeit, sich auch in Hamburg niederzulassen. Beflügelt vom Erfolg in der Wirtschaftswunder-Zeit expandierte Hülse weiter und wählte Wien und Baden-Baden als Standorte für weitere zwischenzeitliche Repräsentanzen von Brahmfeld & Gutruf. Hamburg jedoch wurde zum Zentrum seines Schaffens. Ohne den Stil zu verändern, führte er das Traditionshaus erfolgreich weiter – immer an seiner Seite Lotte Hülse, die 1971 nach dem Tod ihres Mannes die erste Frau an der Spitze des Traditionshauses wurde.
1985 übernahm schließlich der 29-jährige Stiefsohn, Hanns-Christian Hülse-Reutter die Führung. Gemeinsam mit seiner Frau Simone, die das Schmuckdesign übernahm und gleichzeitig Mitinhaberin von Juwelier Braun in Mannheim war, führte er das Unternehmen weiter.
Die hanseatische Tradition gab vor, die Geschäftsfassade 70 Jahre lang nicht zu verändern. Somit nahm das Juwelierehepaar erst 1987 einen Umbau am Jungfernstieg vor und enthüllte kurz darauf vor 300 Gästen nicht nur eine prachtvolle Fassade mit zwei vergoldeten Pylonen, die das alte handgeschnitzte Firmenwappen trugen, sondern auch das Innere erstrahlte, dank der Pläne des Architekten Rainer M. Kresing in neuer Architektur: Der Start in die Neuzeit war vollzogen.
In Kampen auf der Insel Sylt wurde 1992 eine Repräsentanz eröffnet. Bei der Eröffnung war die Vogue live dabei und lichtete das bunte Treiben der 700 geladenen Gäste ab. Die Familie Hülse-Reutter brachte sich im Polo Club auf Sylt engagiert ein und gründete eine eigene Mannschaft, welche fortwährend mit Erfolg an den German Polo Masters teilnahm. Bei dieser Gelegenheit präsentierte das Ehepaar den Schmuck seines Hauses und fertigte die Trophäen für die Gewinner an.
Zum 250-jährigen Jubiläum wurde eine ausführliche Geschichtsschrift erstellt. Gemeinsam mit dem Collegium Cadoro, einer Vereinigung von Individualisten unter Deutschlands Juwelieren, die sich der Förderung der Schmuckkultur verschrieben hat, und unter tatkräftiger Unterstützung des heutigen Inhabers Andreas Freisfeld, wurde eine Sonderausstellung im Spiegelsaal des Museums für Kunst und Gewerbe Hamburg inszeniert. Die Sonderausstellung Schmuckstücke von bis dahin beispiellosem Ausmaß beschäftigte sich mit der Schmuckgeschichte des 20. Jahrhunderts. Zum Abschluss der Ausstellung stiftete Brahmfeld & Gutruf dem Museum anlässlich des 250-jährigen Jubiläums eine Kinetische Brosche aus Weißgold, Smaragden und Brillanten. Noch heute ist sie, mit weiteren außergewöhnlichen und kostbaren Schmuckstücken aus der gesamten Zeit von Brahmfeld & Gutruf, dort zu beschauen. Dieses Engagement dokumentierte die ersprießliche Zusammenarbeit zwischen der Hansestadt Hamburg und dem Traditionsjuwelier.
Mitte der 90er Jahre wurde die Familie Hülse-Reutter Opfer des Anlagebetrügers Jürgen Harksen, dessen Machenschaften in Dieter Wedels Film Gier im Jahre 2010 verfilmt wurden. Trotz des daraus entstandenen wirtschaftlichen Schadens gelang es der Familie zunächst, das Unternehmen weiterzuführen. Im Jahr 2007 allerdings wurden die Nachlasten des Betrugs zu groß. Mit Alfred Wurster, dem Inhaber des Familienunternehmens „Wurster Diamonds GmbH“ aus der Goldstadt Pforzheim – einem europaweit tätigen Schmuckproduzenten – wurde ein neuer Inhaber gefunden.
2010 hat die Juweliers-Familie Freisfeld die Namensrechte an Brahmfeld & Gutruf erworben und unter dem Namen Brahmfeld & Gutruf – Hamburger Juweliere seit 1743 KG eine Filiale am Hamburger Neuen Wall eröffnet.
Das Sortiment von Freisfeld umfasst, neben einer umfangreichen eigenen Schmuckkollektion aus den eigenen Ateliers, auch Uhren der renommiertesten Uhrenmanufakturen aus der Schweiz und aus Deutschland. Andreas Freisfeld und sein Sohn Benjamin Freisfeld sind die Geschäftsführer der 2010 entstandenen Kommanditgesellschaft Brahmfeld & Gutruf – Hamburger Juweliere seit 1743. Benjamin Freisfeld hat vor Ort die direkte Leitung des Geschäfts übernommen.